# Aimé Millet
Aimé Millet (París, 28 de septiembre de 1819 – París, 14 de enero de 1891) fue un escultor francés.

## Vida

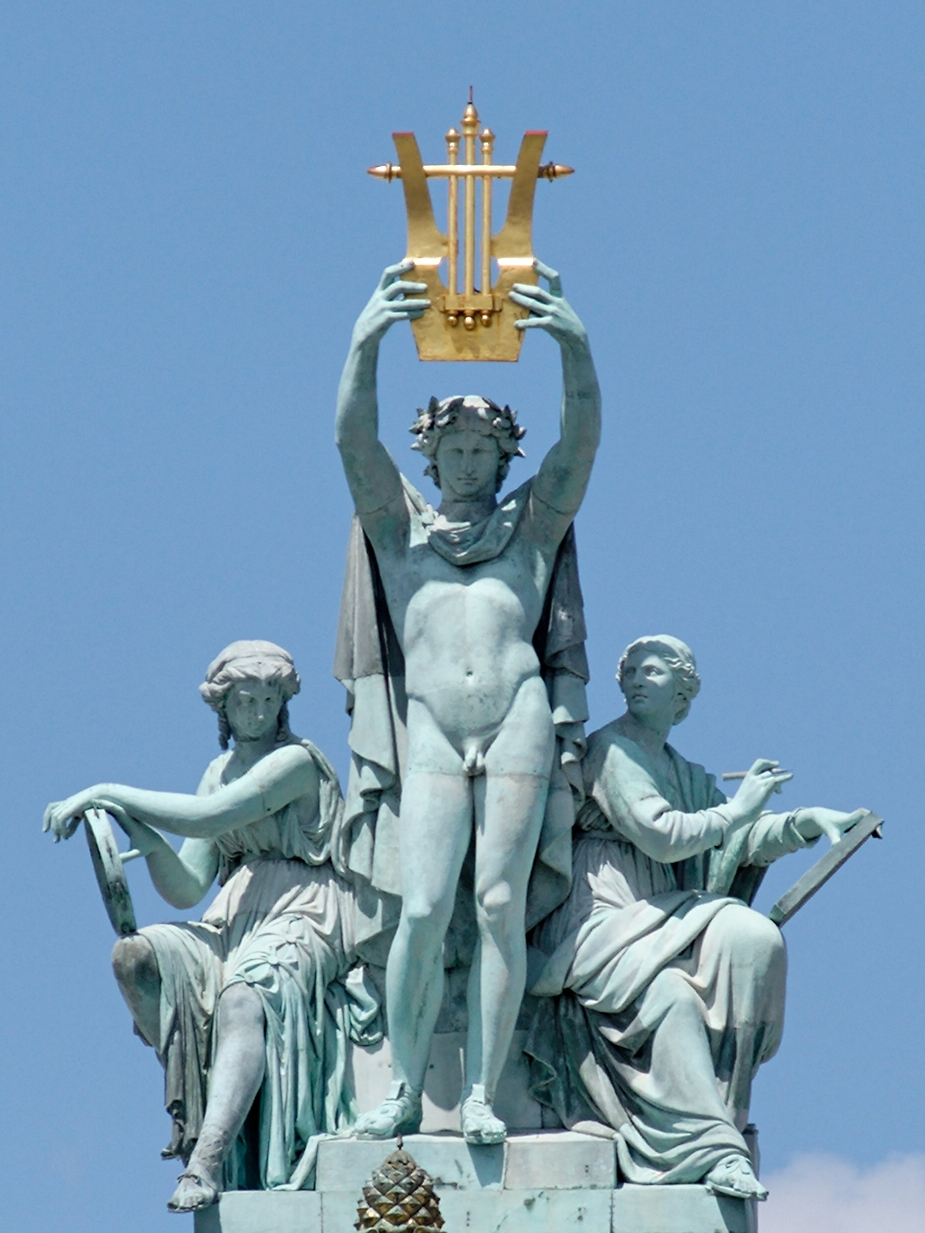
Apolo, Poesía, y Música, grupo en la parte alta de la Opera Garnier.

Fue hijo del miniaturista Frederick Millet y tío del arquitecto Julian Louis Millet, que trabajó en Chicago. No es familiar del pintor Jean-François Millet.
Estudió en la École des Beaux Arts con David d'Angers. Luego, este diseñó la parte baja del Vercingetorix de Millet en Alesia.
En 1840, produjo sus primeros trabajos. En 1859 recibió el Légion d'honneur, y en febrero de 1870 estuvo nombrado profesor en la École des Arts décoratifs. Fue amigo del escultor Pierre Louis Rouillard y maestro de Louis Majorelle, Berthe Morisot, John Walz y François Pompon.
Murió en París el 14 de enero de 1891. Está enterrado en el cementerio de Montmartre.